# ヘンドリック・ドゥーフ

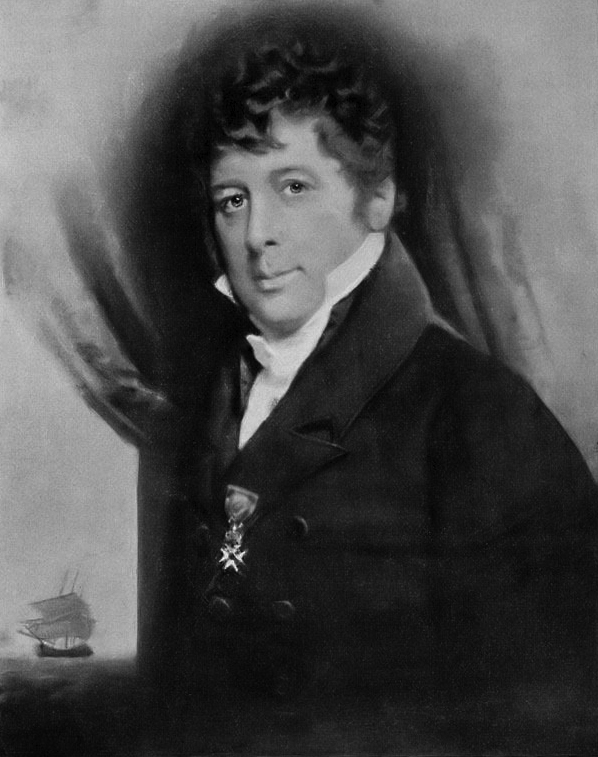
ヘンドリック・ドゥーフ

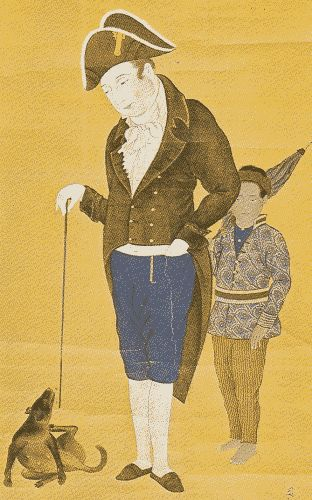
日本で描かれたドゥーフ（司馬江漢作）

ヘンドリック・ドゥーフ（Hendrik Doeff、1777年12月2日 - 1835年10月19日）は、オランダがフランス革命軍に占領され、オランダ東インド会社が解散した後の主にナポレオン戦争中の1803年－1817年に、出島のオランダ商館長（カピタン）に就き、米国船などを雇い貿易を行ったオランダ人。単にヅーフとも呼ばれる。ドゥーフが商館長在任時にフェートン号事件が起きた。イギリスのジャワ島占領後出島の引き渡しを拒んだ。蘭日辞典『ドゥーフ・ハルマ』の編纂を主導した。

## 経歴
ヨーロッパでフランス革命戦争とナポレオン戦争が勃発し、戦乱とも呼べる荒れた時期にアジア貿易に携わった。ネーデルラント連邦共和国が1795年にフランスに倒されその衛星国バタヴィア共和国に代わると、インドネシアにあったオランダのアジア貿易の拠点バタビアもバタヴィア共和国の配下に置かれたが、1799年にオランダ東インド会社も解散した。1810年にフランスがオランダを併合した。1811年にフランスと敵対するイギリスが東南アジアの植民地を接収した。また、1795年からイギリスと戦争状態だったので、1797年にオランダ東インド会社がアメリカ船 Eliza of New York 号を雇ったのを始めとして、アメリカ、デンマーク、ドイツ（ブレーメン）などの船を雇っていた。オランダ国旗を掲げてオランダ東インド会社の社員が乗っており、またそこに雇われオランダの荷物のみを積んでいるとされる船のみ入港を許可された。1807年に、長崎から出港したオランダが雇ったアメリカ船マウントバーノン号がマカオでイギリス軍艦ディスカバリー号から攻撃を受けた（ポルトガルが仲介した）。1809年には、次期商館長クルイソフを乗せたアメリカ船レベッカ号がイギリスに拿捕された。1809年のオランダ船 Goede Trouw の後はオランダ領東インド政府は船を出さなかった。この状態は植民地を取り返した後1817年まで続いた。
船のブローカーでアムステルダム市の評議会に一度参加した父（ヘンドリック・ドゥーフ）のもとに1777年アムステルダムでうまれ、ルーテル教会から洗礼を受ける。ナポレオン戦争によるオランダ占領で勤めていた会社が倒産した後、1798年オランダ東インド会社に就職し、中立国デンマークのヘルシンゲル経由でデンマーク船で1799年バタビアに行き、そこから中立国アメリカのフランクリン号で長崎の出島に向かった（これはオランダ船はイギリスからの攻撃を避けられなかったからである）。長崎到着後、オランダに対する銅の割り当てが減らされており、また商館長ヘイスベルト・ヘンミーが前年に死に、出島で大火があり大半の建物が破壊されている惨状を見て、バタヴィアに報告するために同じ船で戻り、また翌年、新商館長ウィレム・ワルデナールとアメリカ船マサチューセッツ号で日本に入国した。
ドゥーフは、就任前の1797年からすでに長崎の出島でスタートしていた日米貿易を1808年まで引き継いだ（黒船来航参照）。なお、この日米貿易は、米国船が入港する際、オランダ国旗を立てさせてオランダ船に見えるよう偽装させて行われたもの。米国船との貿易の始まりは、オランダ東インド会社解散までの数年間経営を引き継いだフランスの衛星国バタヴィア共和国が、米国船と傭船契約を交わしたためである。当時の米国船は、米国が中立国であったために、オランダの滅亡に伴って英国の支配下となった東南アジアの海域を安全に航行することができた。しかし、いかなる理由で、安全を保障された米国船が、すでに滅亡したオランダの国旗を掲げて入港したのかは明らかでない（ナポレオン戦争の英仏対立によりアメリカ船も攻撃を受けていたが、特に通商禁止法 (1807年) により通商できなくなったアメリカ船が太平洋に振り向けられ、オランダに雇われていたとされる）。
1803年に商館長に任命される。1804年、ニコライ・レザノフ率いる、ロシア皇帝アレクサンドル1世による遣日使節が長崎に来航し、仲介のような役割を果たす。1807年、日本北東の海岸でロシアから攻撃を受ける文化露寇が起こり、この対応に関与した。
そして1808年にはイギリス海軍のフリートウッド・ペリュー率いるフェートン号がオランダ国旗を掲げて国籍を偽り、長崎へ侵入したいわゆる「フェートン号事件」が発生した。フェートン号は、オランダ船と誤認して近づいてきたオランダ人2名を捕縛、彼らを人質にして長崎に対して食料や飲料水の提供を求めた。港内の和船を焼き払うと脅迫までしてきたイギリス船を前に、動員令を受けたがしかし泰平に慣れ過ぎていた鍋島藩や福岡藩らの兵ではイギリス船を追い払うことが出来ず、長崎奉行松平康英はそれでも交戦も止む無しと考えていたが、ドゥーフの説得により幕府側は英国船に食料や飲料水を供給、オランダ商館も食料として豚と牛を送ったことから2名は無事に保釈され、フェートン号は長崎を去った。しかし、国威を辱めた責を感じた松平康英らが切腹するなど、日本の幕府側でも混乱が続いた。
1811年にイギリスがオランダ領東インドを制圧してから1815年にオランダが再独立を果たすまでの間、出島商館は滅びたはずのオランダ国旗を掲げ続けた。この間は、オランダ国旗を掲げて船籍を偽ったイギリス船・シャーロット号とマリア号が来航する（シャーロット号事件）など、イギリス船の出現が相次いだため、長崎奉行とオランダ商館は連携して臨検体制の改革を行い、連絡には秘密信号旗を用いるなど外国船の入国手続きが強化された。江戸幕府も事態を注視しており、フェートン号事件は幕府が1825年に異国船打払令を発令する遠因となった。
オランダ再独立の2年後、1817年にオランダ船が長崎港に入港し、ドゥーフは国の名誉を守ったとして、オランダより最高勲章「オランダ獅子士勲章」を賜わり、17年ぶりに故国オランダへ帰国した。他のカピタンが長くても数年で帰国している中、17年もの長期間、亡国の国民でありながら故国人としての誇りを失わずに、他国の責任官として勤め上げたドゥーフは、当時の日本人にも敬意を持たれたと伝わる。

## 日蘭関係におけるドゥーフの貢献
ドゥーフの祖国オランダは、フランスによって倒されたことにより、日本と直接の貿易が出来なくなった。そのため、ドゥーフ達長崎のオランダ人の立場は微妙な物となった。鎖国政策を採っている日本の立場に立てば、利益を生み出さない外国人を国内に留めておく理由がないからである。
ドゥーフやオランダ東インド会社は知恵を絞った結果、ヨーロッパの戦争からは距離を置き中立の立場を取っていたアメリカ合衆国の船に目を付けた。アメリカ船をオランダ船に見せかけ、貿易の代行をしてもらうことによって、何とか細々と日蘭貿易を続けることに成功した。
長崎のオランダ人は、本来生活必需品をオランダから送られる物資に頼っていたが、本国が消滅している以上、もはや本国からの援助は期待できなかった。ドゥーフは許可を得て長崎市中を出歩いて、日本人との友好に務め、日本の好意を得て生活物資を日本から「借金」という形で援助して貰うことで、この危機を切り抜けた。ドゥーフの所蔵している本を、幕府や長崎奉行が相場以上の値段で買い取るなど、日本側も祖国を失いながら祖国の矜恃を保ち続けるドゥーフには同情的であった。幕府からの命令で、オランダ人の生活費は長崎会所が払っていた。西洋の食べ物が来ず、ドゥーフ自身手元のノエル・ショメルの辞典からビールを作った。
この時期も日蘭関係が維持されたのは、ドゥーフの努力の賜と言っても過言ではない。
ヨーロッパの戦争でオランダ船の来航が絶えていた1812年から、フランソワ・ハルマ編纂の蘭仏辞書をもとに、日本語通詞を雇って蘭日辞書の編纂に着手し、ドゥーフ離日後も作業が続けられた。1833年（天保四年）に完成したこの辞書は『ドゥーフ・ハルマ』、『長崎ハルマ』と呼ばれ、蘭学研究の一助となった。
江戸を3回訪れた。江戸では長崎奉行とともに上巳の定例の将軍謁見の儀式に参加した。儀式の後将軍付きの医者と天文学者が訪れてきて多くの質問を受け、難しく答えられないものもあった。また天文学者の高橋重賢と親しくなった。親しくなったオランダ語を解する日本人にオランダ語のニックネームを与えることがあり、中津藩藩主奥平昌高には Frederik Hendrik と名付けた。
江戸へ向かう最中には富士山の山頂で昼食を取った。また1806年に江戸で文化の大火にまきこまれた。
1808年から本木庄左衛門ら6人の日本人にフランス語を教えた。
自著Recollections of Japanの中で、ヴァシーリー・ゴロヴニーンの日本に関する著作の間違いを指摘した。またエンゲルベルト・ケンペルの日本誌に日本の詳述があるとしつつ、彼は日本に2年しかいなくて日本語が喋れず、オランダ領東インド総督のオランダ商館長ヨハネス・カンフフイスに負う所が大きいとした。
川原慶賀の作とされる肖像画が残されている。

## 家族
遊女の園生（そのお）との間に女児おもんをもうけるも、9歳で病死。その後、遊女の瓜生野との間に男児、道富丈吉をもうける。道富はドゥーフの当て字。丈吉はドゥーフの計らいで地役人の唐物目利役の職を得たが、17歳で死亡。
1818年にバタビアで Elisabeth Rebecca Staboon と結婚。身重の妻とオランダへ帰国途上に嵐に遭い、妻死亡。1820年にアムステルダムで Sara Frederick Taunay と結婚。1828年子供はなく死去。1829年に Henriëtte Doeff Jacobs (1803-1868) と結婚、4人の子をもうける。

## 俳句
ドゥーフは、はじめて俳句を詠んだ西洋人としても知られる。大屋士由『美佐古鮓』（みさごずし、1818年序）に「春風やアマコマ走る帆かけ船」の句が「和蘭陀人」の作として載っているが、この本にはドゥーフによるローマ字書きの跋文があり、ドゥーフ本人の作と考えられる。「稲妻の 腕（）を借らん 草枕」もドゥーフの作とされる。

## 年表
- 1777年12月2日 アムステルダムに生まれる。
- 1798年3月12日 商館長ヘイスベルト・ヘンミーが2回目の江戸参府に出発。
- 1798年4月21日 出島において火災発生。カピタン部屋の他、多くの建物を焼失。
- 1798年6月8日 江戸参府中の商館長ヘイスベルト・ヘンミーが東海道掛川宿（現在の静岡県掛川市）で胃病により急死。
- 1799年 出島商館の書記として来日。同年秋、逼迫していた商館の財政を立て直すために、バタビアへ帰都。
- 1800年 新館長のウィレム・ワルデナールとともに再来日。
- 1803年 商館長に就任。1640年（寛永17年）に幕府によって商館長の任期は1年と決められていたが、本国の戦火により任期延長[5]。
- 1806年 フランス帝国の衛星国であるホランド王国になる。
- 1808年 英国軍艦フェートン号事件発生。遊女であった瓜生野との間に息子道富丈吉誕生。
- 1809年2月25日　火災により焼失していたカピタン部屋が再建。
- 1810年 オランダがフランス帝国に併合される。オランダ船の来航が途絶える[5]。
- 1812年 蘭日辞書の編纂に取りかかる[5]。
- 1813年 イギリスのジャワ副総督トーマス・ラッフルズの特命で、前商館長のワルデナールがオランダ国旗を掲げたイギリス船で入港し、オランダ商館に対し、イギリス配下になるよう要求したが、これを退ける[5]。
- 1814年 ラッフルズ、次期商館長を派遣してくるも、再び退ける[5]。
- 1815年 オランダが「ネーデルラント連合王国」として再独立。
- 1817年 オランダ船が長崎港に入港。商館長を退任し帰国を果たす。
- 1819年 ジャワからオランダへの途上、暴風雨により妻と日本での収集品と蘭日辞書の写しを失う[5]。
- 1833年 『オランダ獅子士勲章を賜りし出島の元商館長ヘンドリック・ドゥーフの日本回想録』（“Herinneringen uit Japan”）を著す。
- 1835年10月19日　オランダにて逝去。

## 著書
- 『ドゥーフ 日本回想録』永積洋子訳、雄松堂出版「新異国叢書」、2003年

## ドゥーフが登場する作品
- デイヴィッド・ミッチェル『出島の千の秋』土屋政雄訳（河出書房新社 上下、2015年）

ドゥーフをモデルにしたとされる歴史小説
- 白石一郎「孤島の騎士」- 短編、『幻島記』文藝春秋、のち文庫所収
- 吉村昭「三色旗」- フェートン号事件を描く短編、『磔』（文春文庫、1987年）所収